# Gúves

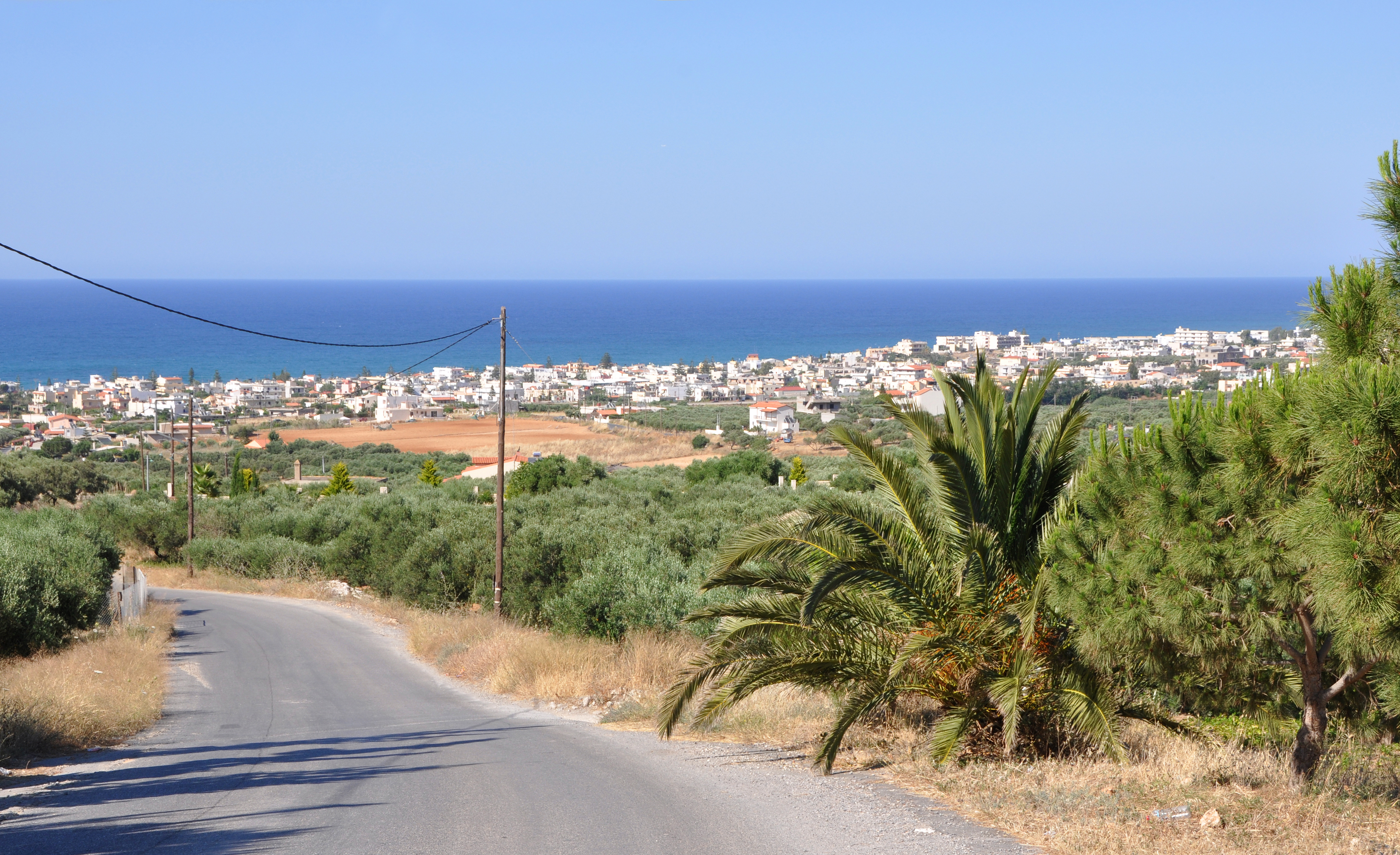
Kokkíni Háni

Gúves (em grego: Γούβες; romaniz.: Goúves) é uma localidade e unidade municipal da costa norte da ilha de Creta, Grécia. Anteriormente um município autónomo, com a reforma administrativa passou a fazer parte do município de Chersonissos, que por sua vez integra a unidade regional de Heraclião. A unidade municipal tem 94,96 km² de área e em 2011 tinha 10 731 (densidade: 113 hab./km²).
A ilha de Dia (em grego: Δίας; romaniz.: Días, "Zeus"), situada a nordeste de Heraclião e a nordeste de  faz parte da Kokkíni Háni, a 10 km da costa, faz parte da unidade municipal de Gúves. A ilha está ligada a pelo menos duas lendas antigas relacionadas com Teseu e Zeus.

## Descrição
A vila de Gúves propriamente dita situa-se cerca de 3 km a sul de Kató Gúves, uma estância turística de praia que por vezes também é designada como Gúves. Kató Gúves situa-se à beira do mar de Creta (nome dado á parte mais meridional do mar Egeu) e dispõe de algumas praias extensas de areia. Ambas as localidades ditam aproximadamente 20 km de Heraclião (situada a oeste) e 10 km a oeste de Chersonissos (a leste) por estrada.
Apesar de muito explorada turisticamente — além de Kató Gúves, na unidade municipal existem as estâncias de Kokkíni Háni (ou Háni Kokkíni) e Amnisos, a oeste, na direção de Heraclião, — a área conserva algumas aldeias tradicionais e tem alguns sítios arqueológicos importante, como Amnisos (a antiga cidade portuária de Cnossos), as cavernas-santuário  de Ilítia e Escoteino, a villa minoica de Kokkíni Háni ou o mosteiro de São João Teólogo.
A primeira menção escrita conhecida do local, nos Arquivos de Chandax data de 1387. O humanista italiano nascido em Heraclião Francesco Barozzi fala do local em 1577 usando o nome Guvos e em 1583 com o nome Guves; tinha então 252 habitantes.

## Principais localidades
- Anópolis (Ανώπολις)
- Caló Chorió ou Caló Hório ((Καλό Χωριό)
- Kató Vátia (Κάτω Βάθεια)
- Charasó (Χαρασό)
- Coxári (Κόξαρη)
- Elaia (Ελαία) ou Eleia
- Epáno Vátia ou Épano Váteia (Επάνω Βάθεια)
- Goúrnes (Γούρνες)
- Gúves
- Kokkíni Háni ou Cháni Kokkíni (Χάνι του Κοκκίνη)

A maior localidade da unidade municipal é Kató Gúves, que pertence à comuna de Gúves. Goúrnes e Kokkíni Háni pertencem à comuna de Anópolis.

## Atrações turísticas e sítios arqueológicos
Mosteiro de São João Teólogo
O mosteiro, chamado Moní Ágios Ioannis Theologos em grego, situa-se numa paisagem verdejante a sudeste da aldeia de Anópolis, fez parte do mosteiro de São Jorge (Ágios Giorgios), localizado mais a norte, que foi abandonado devido aos frequentes ataques de piratas nos séculos XV e XVI, tendo todos os monges sido transferidos para Ágios Ioannis Theologos. Durante o período otomano, o mosteiro deu guarida a revolucionários e teve uma escola secreta, o que levou os turcos a destruí-lo e a matar os monges e a população de Anópolis em julho de 1896. O mosteiro foi refundado novamente alguns anos depois.
Villa minoica de Kokkíni Háni
A estância turística de Kokkíni Háni situa-se perto da aldeia Vatianos Campos, cerca de 13 km a leste de Heraclião. No local conhecido como Nirou Háni, os arqueólogos encontraram um villa minoica bem preservada datada do período neopalaciano. O edifício tinha dois pisos, cobria cerca de 100 m² de área e apresenta todas as características da arquitetura minoica: dois pátios  pavimentados, corredores de ligação, divisões de armazenagem, poços de luz, santuários, etc. Em algumas divisões foram encontrados cerca de 40 tripés e enormes machados duplos (lábris), o que sugere que o dono da villa teria sido um alto sacerdote. Como a maior parte dos edifícios minoicos, foi destruída por um fogo. Os achados das escavações estão atualmente no Museu Arqueológico de Heraclião.
Caverna de Escoteino
Também conhecida como caverna de Agía Parasceví (Santa Parasceva), o nome da capela construída sobre ela, a caverna de Escoteino (ou Skotinó) é uma das maiores cavernas de Creta, tem 160 metros de profundidade e 36 m de largura. Situa-se no cume de uma colina a noroeste da vila de Escoteino, poucos quilómetros ao sul de Gouves. A capela, construída durante o período veneziano (séculos  XIII–XVII), é a herdeira de uma tradição de culto local que remonta ao Minoano Médio (2 000–1 550 a.C.). A caverna foi usada como santuário pagão desde essa época até ao período romano, quando foi transformada num santuário cristão. Na opinião do arqueólogo Paul Faure, a caverna era o célebre labirinto de Creta.
Amnisos
Amnisos e a sua extensa praia de areia situam-se 7 km a leste de Heraclião, ao lado do aeroporto e em frente da ilha de Dia. O sítio arqueológico de Amnisos encontra-se nessa área. Ali foi escavada uma villa minoica datada de 1 600 a.C., onde foram encontrados alguns frescos importantes que atualmente estão no Museu Arqueológico de Heraclião.
Caverna de Ilítia
Situada um quilómetro para o interior de Amnisos, foi um santuário importante desde o Neolítico. Era dedicada a Ilítia, a deusa grega com origem cretense da fertilidade e do parto.